# Oosterhesselen
Oosterhesselen (Drents: Hesseln) is een esdorp in de Nederlandse provincie Drenthe, gemeente Coevorden.

## Geschiedenis
Oosterhesselen was tot 1 januari 1998 de hoofdplaats van de gelijknamige zelfstandige gemeente, die tevens de dorpen Gees, Zwinderen, Geesbrug en het grootste deel van Nieuwlande omvatte. Oosterhesselen is van oorsprong een esdorp, dat vooral vanaf de jaren zestig is uitgebreid met nieuwbouwwijken. In het oude deel van het dorp zijn echter nog een aantal karakteristieke Saksische boerderijen te vinden.
Centraal in het dorp staat de hervormde kerk uit de vijftiende eeuw. De kerktoren staat los van het schip. Dit is waarschijnlijk een gevolg van krijgsgeweld aan het einde van de zestiende eeuw, toen de vesting Coevorden belegerd werd door de Spanjaarden.

### Tweede Wereldoorlog
In de Tweede Wereldoorlog speelde het gemeentebestuur en de gemeenteambtenaren een belangrijke rol in het verzet tegen de Duitse bezetter. Wethouder Johannes Post uit Nieuwlande hielp vele joden met onderduiken in zijn dorp en was ook betrokken bij verzetsacties in het westen van het land. Gemeentesecretaris Douwe Weima liet een flink deel van het bevolkingsregister verdwijnen en voorkwam daarmee dat inwoners van de gemeente door de bezetter te werk konden worden gesteld. Burgemeester Cornelis de Kock gaf leiding aan het gemeentebestuur dat probeerde zo veel mogelijk mensen uit handen van de Duitsers te houden. In de zomer van 1944 werd De Kock door de SS opgepakt en zogenaamd voor verhoor meegenomen naar Assen, maar even later halverwege Oosterhesselen en Meppen op straat doodgeschoten. De belangrijkste straat van het dorp werd daarom na de oorlog omgedoopt tot Burgemeester De Kockstraat.

## Geografie
Ten oosten van het dorp ligt havezathe De Klencke, een adellijk landhuis uit de zeventiende eeuw met enkele boerderijen en een groot bijbehorend landgoed. Dit bestaat uit bossen, een aanzienlijk heideveld, enkele essen en de groenlanden langs het Drostendiep. Het gebied werd in 1961 door de laatste bewoonster van het landhuis, mevrouw Goddard-van der Wijck, nagelaten aan Natuurmonumenten, waar het sindsdien bij in eigendom en beheer is.
De marke van Oosterhesselen kenmerkt zich verder door essen en groenlanden en wordt aan de zuidkant doorsneden door de Verlengde Hoogeveensche Vaart. In het landbouwgebied ten zuiden van het dorp is het 'hunnenkerkhof' te vinden, een prehistorisch grafveld. Aan de oostrand van het dorp ligt een klein wandelbos.

## Voorzieningen
Oosterhesselen beschikt over voorzieningen als een bibliotheek, een sporthal, een fitnesscentrum, een supermarkt, een slager, sportvelden en voetbalclub VIOS, een openbare basisschool en een streekvestiging van een openbare middelbare school uit Emmen. Het dorp is bereikbaar via een provinciale weg, die enkele kilometers zuidelijker aansluit op de A37.

## Geboren in Oosterhesselen
- Mark Boumans (1974), politicus
- Saskia Mulder (1978), handbalster